# Hendrick de Keyser
Hendrick de Keyser (15. květen 1565, Utrecht - 15. květen 1621, Amsterdam) byl nizozemský barokní sochař a architekt, otec architekta a portrétisty Thomase de Keysera.

## Životopis
Byl žákem utrechtského mistra Cornelia Bloemaerta. Jako 26letý odešel s Bloemaertem do Amsterdamu, kde brzy získal vlastní objednávky. Když se jeho talent stal obecně uznávaným, roku 1612, byl jmenován městským kameníkem a sochařem, což v praxi znamenalo ovšem i úkoly spojené s povoláním architekta. De Keyser je známý díky spoustě důležitých budov, významných pro holandskou historii: dnešní Zuiderkerk (1603-1611) a s ním spojená věž (1614), Delftská radnice (1618-1620), Westerkerk (1620-1631) a Westertoren (1638). Jeho Komoditní burza z let 1608-1613 byla zbořena v 19. století.
De Keyserove projekty v Amsterdamu během prvních desetiletí 17. století pomohly definovat pozdní manýristický styl, nazývaný někdy též "Amsterodamská renesance". Tento styl se v mnohém podobá italské renesanční architektuře 16. století. De Keyserovo pojetí zažilo rozkvět až po jeho smrti, v druhé dekádě 17. století, zejména v tvorbě architektů, jako byli Jacob van Campen či Pieter Post.

## Galerie

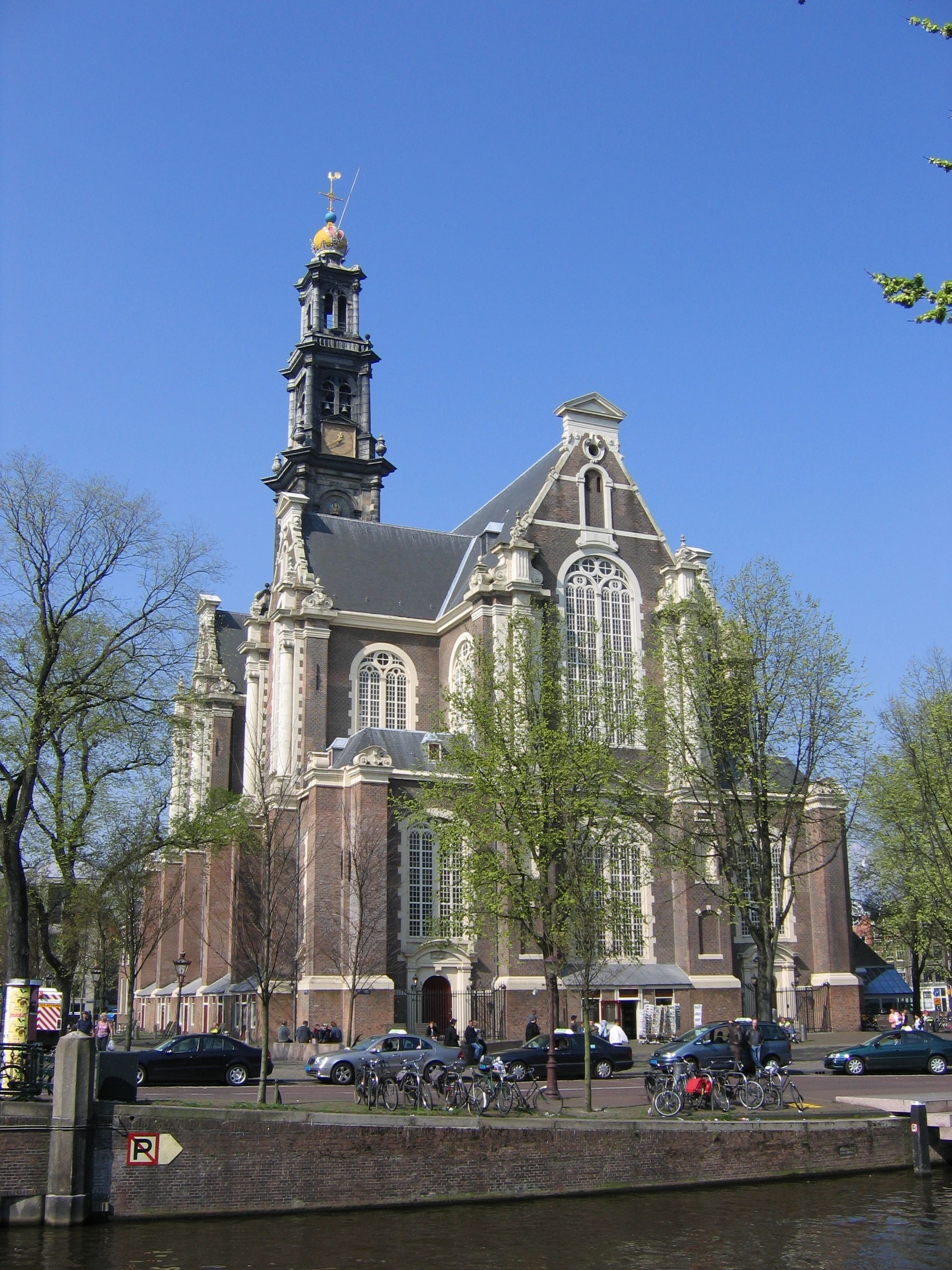
Westerkerk 1620-1631, Amsterdam
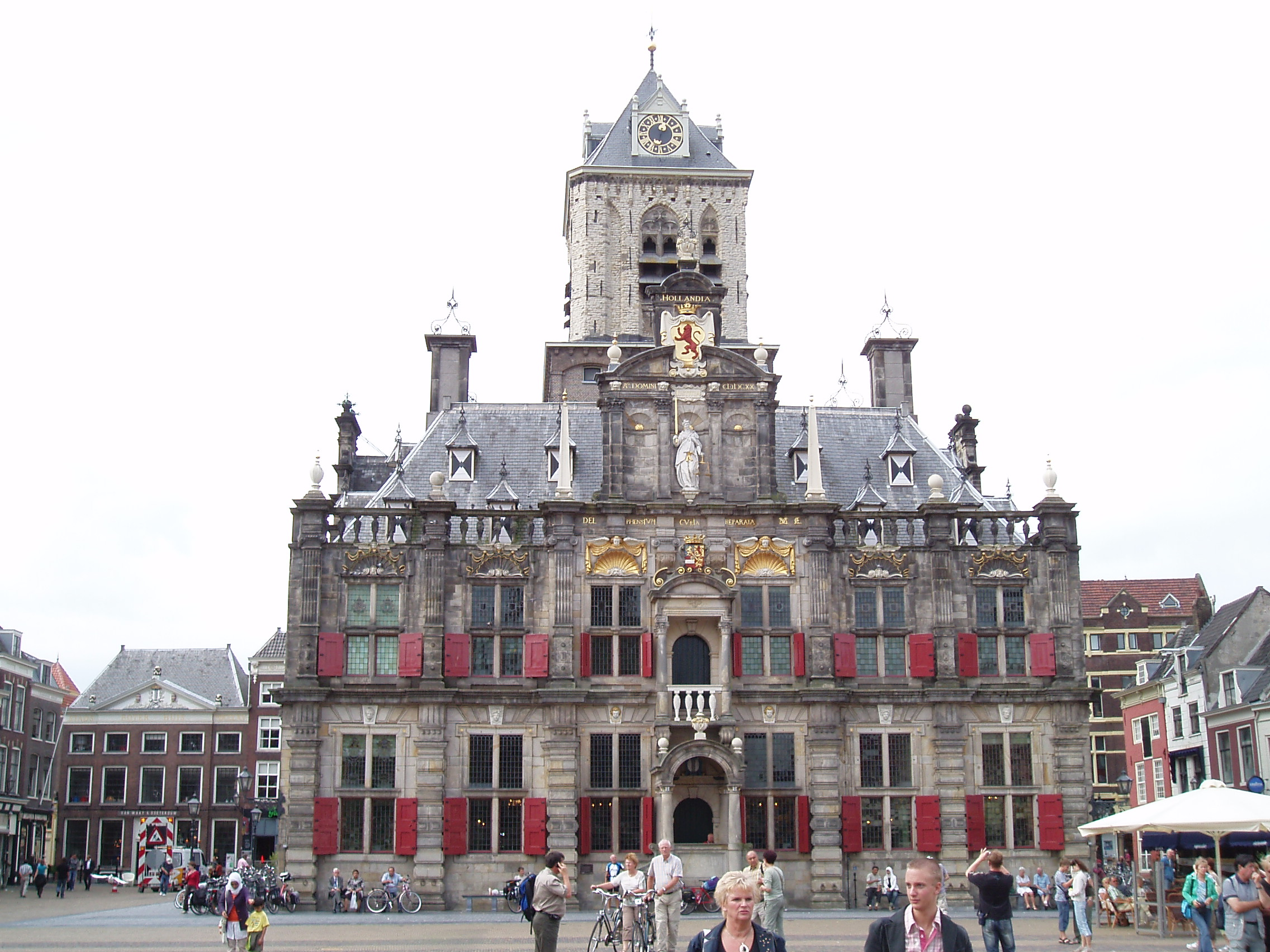
Delftská radnice 1618 - 1620, Delft
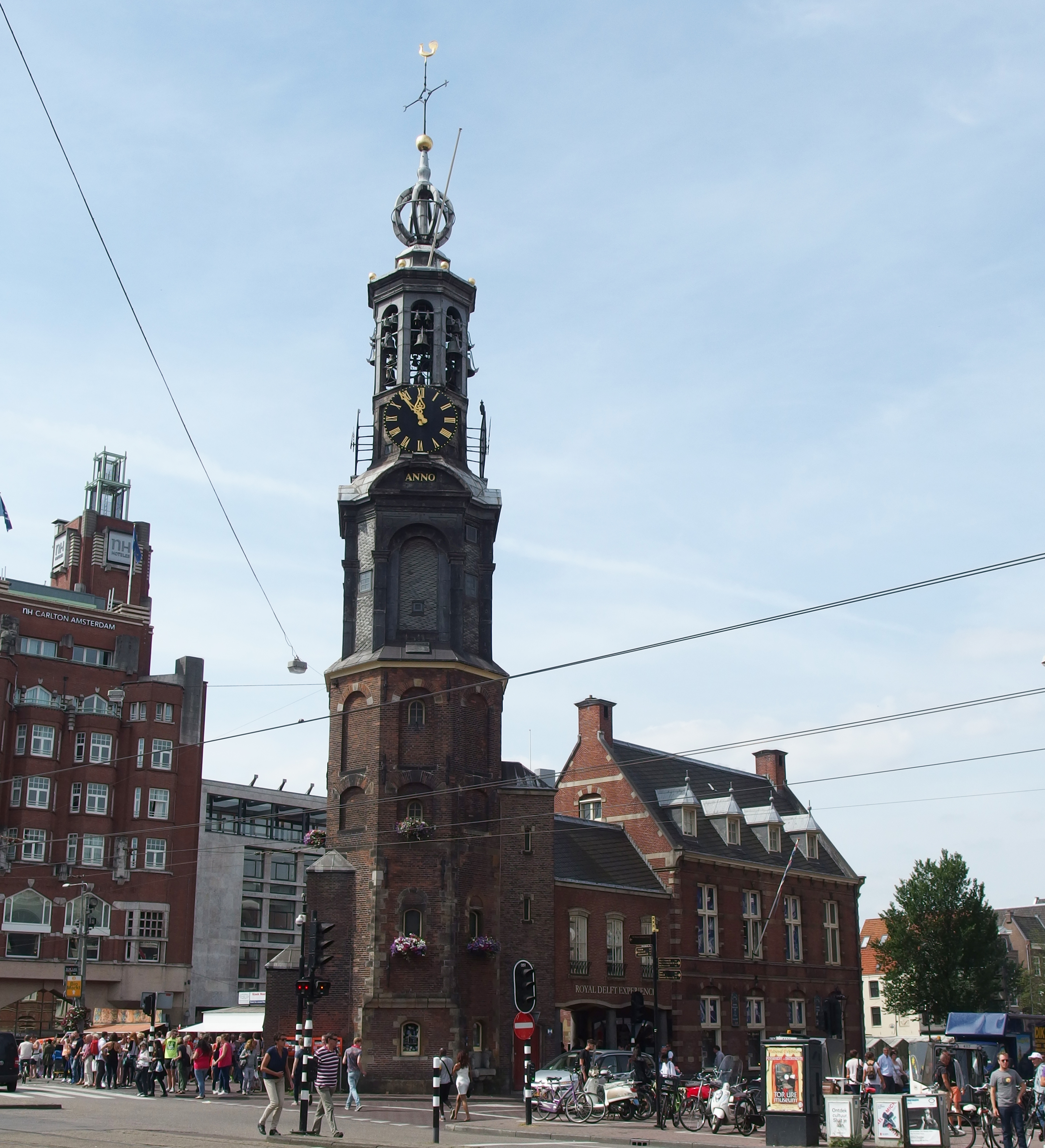
Věž Munttoren 1619-1620, Amsterdam